# NGC 3840
NGC 3840 este o galaxie spirală situată în constelația Leul. A fost descoperită în 8 mai 1864 de către Heinrich Louis d'Arrest. Se află la o distanță de 107 megaparseci de Pământ.